# Tencent Messenger
Tencent Messenger，简称为TM（另有叫法为“腾讯TM”）。TM和QQ一样，都是由深圳腾讯公司（港交所：0700）推出的免费即时通讯软件，可与QQ互联互通。

## 历史
TM开发的初衷是腾讯公司为了与当时微软公司的MSN Messenger（现在的Windows Live Messenger）抗衡而推出的。
由于侧重于办公/商用环境，因此TM和QQ相比只具有最基本也是最本质的通讯功能（包含文字聊天、音频/视频聊天、文件传送），在界面上力求简单朴实。
TM去掉了QQ里面一些比较花哨的内容（如QQ秀）和捆绑在原版QQ中的插件程序（如QQ游戏、QQ音乐、QQ直播），使得TM2008 Beta的安装程序体积大为减小，仅12.2MB，相比之下，QQ2009正式版SP1的安装程序为22MB，并且TM没有任何广告条。
早期版本的TM（指采用新架构的TM2008以前的版本）和同一时间段的QQ相比，功能较单一，可以与QQ安装于同一目录下，实现一键切换，聊天记录共享。自TM2008起，由于架构的变化，TM安装目录独立于QQ，且聊天记录不能共享。不过这个问题在 TM 2009 Beta ，和使用 TM 2008架构的 QQ 2009 上已解决。
初期推广时，腾讯对TM用户推出了多种优惠措施，包括：
- 无须等级限制直接建立“在线企业”（即QQ群），相比之下，非QQ会员用户至少需要16级才可以免费建立QQ群；
- VIP级别网络硬盘（TM用户的网络硬盘容量大于普通QQ用户，且无需像普通QQ用户一样排队进入网络硬盘）；
- 拥有“小秘书”、“热度”等TM独有功能；

## 现状
由于MSN进入中国大陆市场后的表现并不如外界预期的良好，腾讯QQ在中国大陆即时通信（IM）市场第一的地位没有动摇，作为对抗MSN而推出的产品，TM受到的重视程度下降。这也造成TM开发进度缓慢。
另一方面，由于TM无广告，亦无会员特色项目（诸如QQ秀之类），若TM大规模取代QQ，则腾讯的经济收入也受到影响，因此腾讯对TM的推广态度由积极转为低调。种种原因造成TM在中国大陆的知名度和市场占有率远不如QQ，即使TM在资源占用、界面布局等方面均优于同一时期的QQ。
在使用TM客户端向使用QQ客户端的用户发送消息时，会在第一条发送的消息前加入“(您的好友正在使用TM，详情请咨询您的好友或点击：http://tm.qq.com（页面存档备份，存于） )”的提示。

## 趋势
腾讯在QQ2009 Preview（2008年1月9日发布）中使用了早先（2007年8月15日）发布的TM2008的内核以及界面，腾讯为了解决饱受批评的旧版QQ资源占用大、运行速度慢的问题而彻底转向了TM2008内核架构，未来的趋势是QQ与TM的融合，不过两者的市场定位略有差异（TM偏向办公，QQ偏向娱乐），短期内不会合二为一。另外，从TM2008的图标改变也说明了两者的融合趋势。

## 历次版本
- TM2013 Preview2 (2013.11.29)
- TM2013 Preview1（2013.01.17）
- TM2009 Beta3.4 (2012.4.18)
- TM2009 Beta3.3 (2011.4.29)
- TM2009 Beta3.2 (2010.8.15)
- TM2009 Beta3.1 (2010.5.31)
- TM2009 Beta3.0 (2010.2.1)
- TM2009 Beta2.3 (2009.12.17)
- TM2009 Beta2.2 (2009.11.23)
  - 更新日志

1. 增加隐藏功能
2. 优化了插件管理器

- TM2009 Beta2.1（2009.11.3）
  - 更新日志

1. 记忆聊天窗口的大小
2. 去除了群动态和群相册功能
3. 简化群聊天窗口大工具栏图标，将群空间相关图标合并
4. 将聊天窗口小工具栏发送表情和窗口抖动图标分开，以免误点

- TM2009 Beta2.0（2009.10.15）
  - 更新日志

1. 增强来消息提醒设置方式
2. 新增传文件夹功能
3. 新增锁定功能
4. 新增插件管理功能

- TM2009 Beta (2009.06.10)
  - 更新日志

1. 新增群共享功能，群组使用更方便
2. 新增消息盒子功能，未读信息一网收罗
3. 新增离线传文件功能，文件传输更便捷
4. 新增网络备忘录功能，任务提醒随身走
5. 去除广告和系统消息，安静免打扰
6. 全新界面风格，风格清爽简约
7. 全新系统设置界面，设置更方便
8. 适应多种复杂网络环境，连通性更好

- TM2008 Beta (2008.05.22)
- TM2008 Preview4 (2008.01.09)
- TM2008 Preview3 (2007.11.19)
- TM2008 Preview2 (2007.09.20)
- TM2008 Preview (2007.08.15)
- TM2007 Beta1 SP1 (2007.02.02) ο
- TM2007 Beta1 (2007.01.05)
- TM2006 正式版 (2006.11.08)
- TM2006 新春版 (2005.12.31)
- TM2006 Preview2 (2005.12.30)
- TM2006 Preview1 (2005.11.24)
- TM2005 正式版 (2005.09.14)
- TM2005 Beta1 (2005.05.17)
- TM3.0 Beta3 (2005.03.31)
- TM3.0 Build0120 (2005.01.20)
- TM3.0 Build1109 (2004.11.18)
- TM3.0 Build0928 (2004.09.30)
- TM3.0 Build0922 (2004.09.22)
- TM2.5 Build0728 (2004.07.29)
- TM2.0 Build0525 (2004.05.25)
- TM2.0 Beta (2004.05.18)
- TM1.0 Build0305 (2004.03.09)